# Góra Świętego Wawrzyńca (Kałdus)

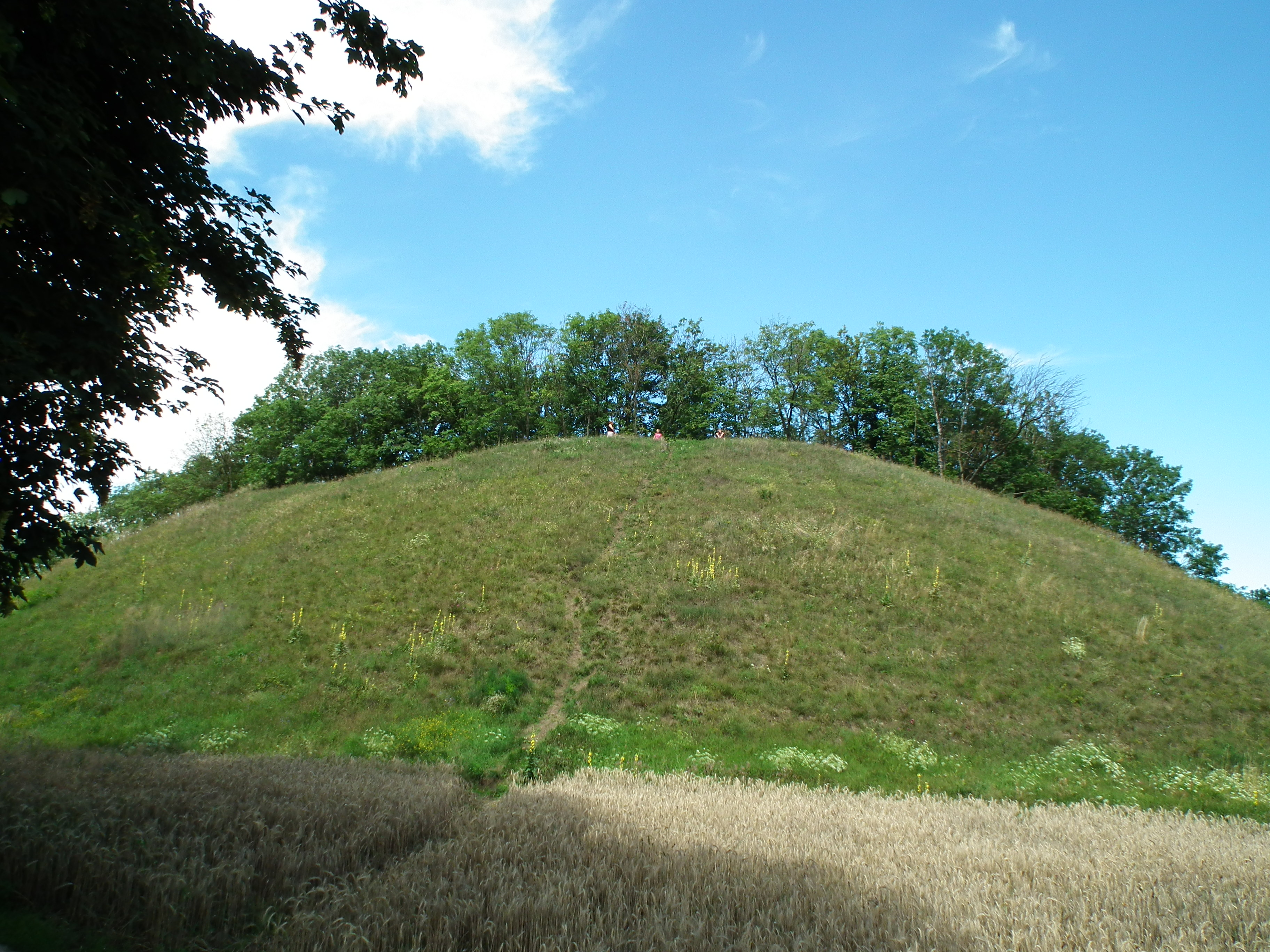
Widok ogólny

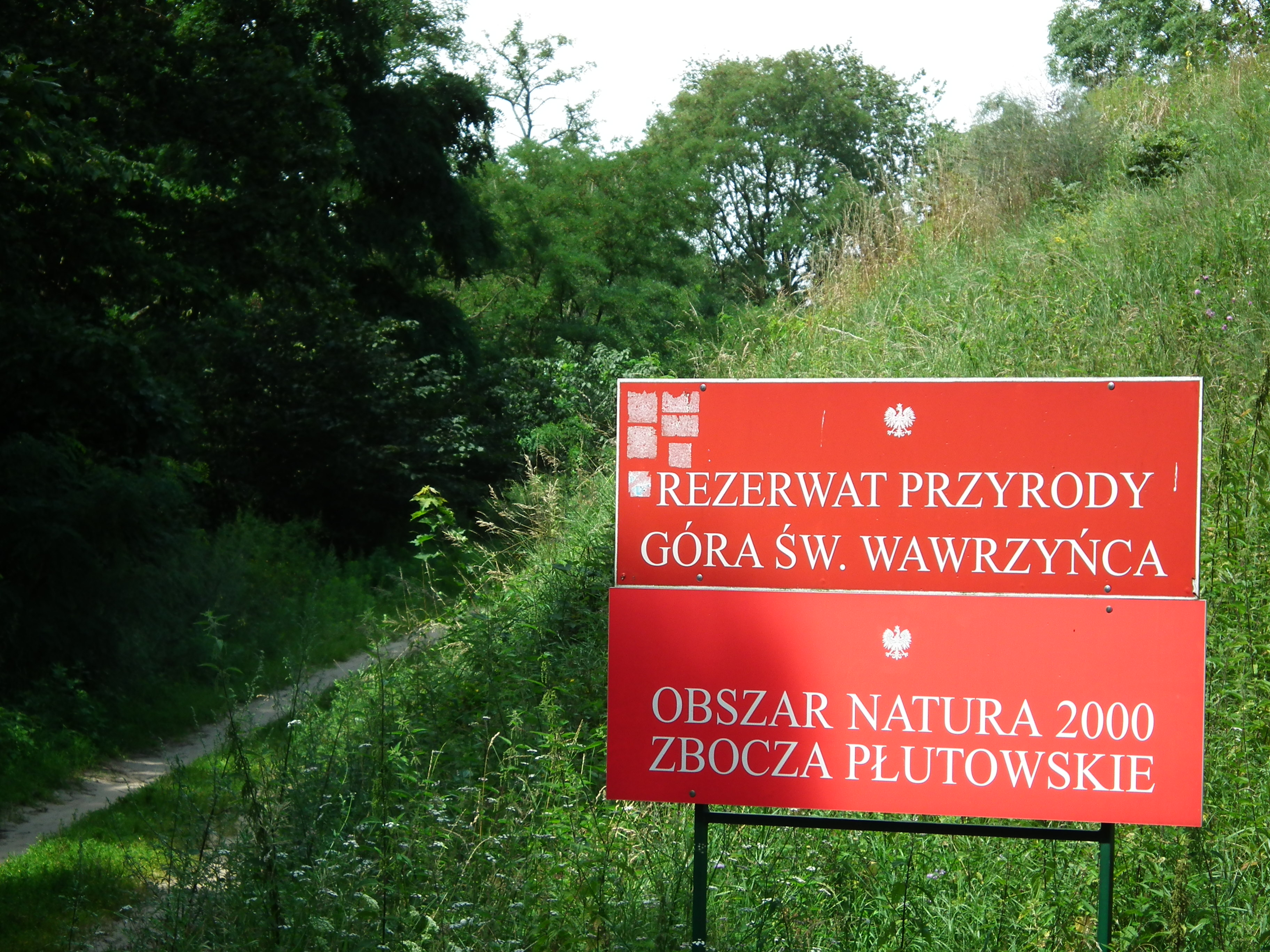
Tablica informacyjna

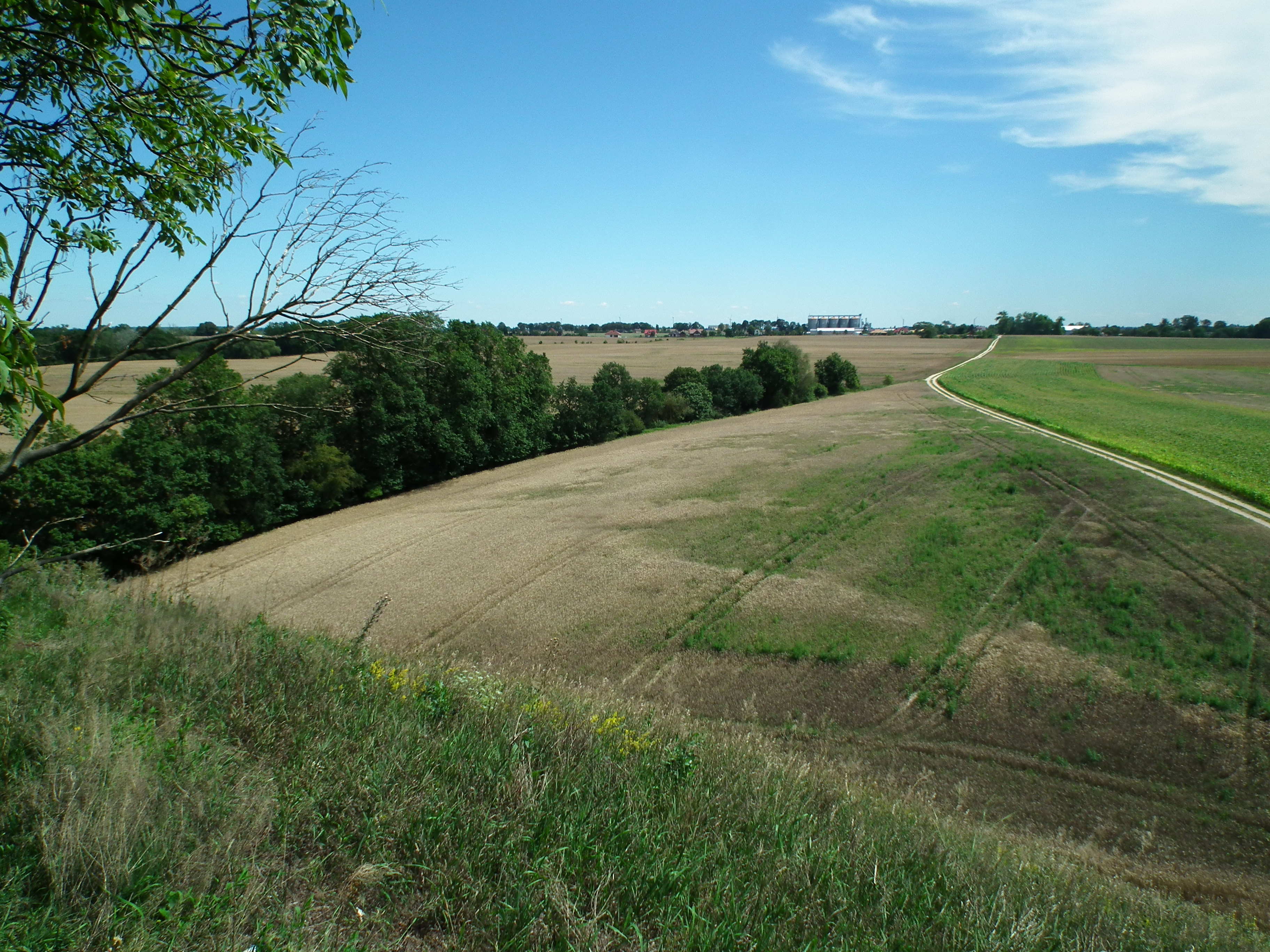
Widok z góry

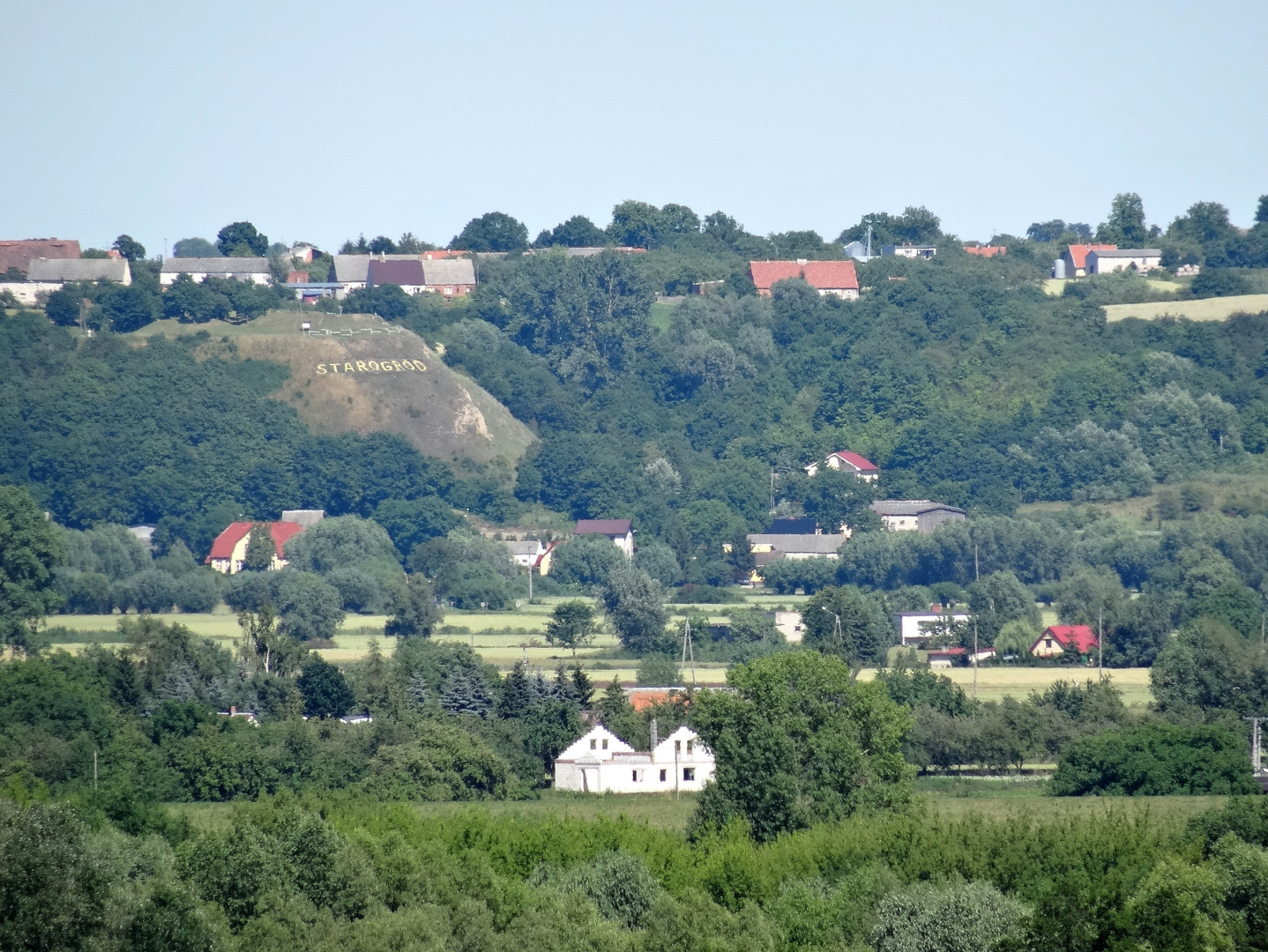
Widok na dolinę Wisły i grodzisko Talerzyk w Topolnie

Góra Świętego Wawrzyńca – sztucznie usypane wzniesienie na terenie wsi Kałdus, 3 km na południe od Chełmna, będące pozostałością po wczesnośredniowiecznym grodzie.

## Stanowisko archeologiczne
Góra św. Wawrzyńca jest stanowiskiem archeologicznym na którym prowadzone były prace badawcze wczesnośredniowiecznego zespołu osadniczego, będącego obok Gdańska najważniejszym centrum osadniczym na Wschodnim Pomorzu we wczesnym średniowieczu. Funkcjonował tu wtedy ośrodek władzy politycznej Bolesława Chrobrego i Mieszka II typu sedes regni principalis i władzy kościelnej. Prace badawcze w tym miejscu rozpoczął już w latach 1876–1877 Abraham Lissauer. Badania wznowione w 1996 r. przez pracowników Instytutu Archeologii UMK w Toruniu odsłoniły w południowej części majdanu nieukończony wczesnoromański jednonawowy kościół z trzema absydami z I poł. XI wieku o wymiarach 37 x 17 m. Zdaniem W. Chudziaka, technika konstrukcji fundamentów  – kamienie spojone gliną – jest podobna do budowli z Ostrowa Lednickiego, zaś technika wznoszenia murów najbliższa jest kościołowi z Giecza datowanemu na początek XI wieku. Nieukończono jej prawdopodobnie w związku z reakcją pogańską po 1034 roku w czasach panowania Mieszka II. W pobliżu grodziska odkryto też jedno z największych cmentarzysk szkieletowych w tej części Polski oraz osadę. Odkrycie to świadczy o pierwszorzędnym znaczeniu tutejszego grodu wśród wczesnopiastowskich osad w dorzeczu dolnej Wisły.

## Rezerwat przyrody
Obecnie wzniesienie objęte jest ochroną jako rezerwat roślinności stepowej Góra św. Wawrzyńca z roślinnością kserotermiczną. Jest to jedno z ulubionych miejsc wycieczek mieszkańców Chełmna. W pobliżu, na krawędzi doliny Wisły znajduje się punkt widokowy.